# Marathon
Marathon（マラソン）は、Bungieが開発した一人称視点シューティングゲームソフトである。1994年にMarathon（初回作）、1995年にMarathon 2: Durandal、1996年にMarathon Infinity（最終作）の計3作が発売された。全作品がMac用に、Marathon 2のみがWindows 95用にも発売された。2007年にMarathon 2がMarathon: DurandalとしてXbox 360用にリメイクされ、Xbox Live Arcadeで配信が開始された。2011年にはMarathon 2: Durandalを元にしたゲームエンジン、AlephOneが正式リリースされた。

## Marathon
FPS黎明期の作品としては珍しくストーリーと謎解きに比重が置かれ、ポリゴンによる3Dマップを採用、プレイヤーと共に戦ってくれるNPCも存在した。

### ストーリー
2794年、主人公の乗った宇宙船Marathonがタウ・セティの第4惑星（タウ・セティIV）の軌道上に到着してから年月が経ち、惑星への植民も進んでいた。Marathonは、この植民計画のために火星の第2衛星デイモスを改造して作られた、巨大な世代宇宙船である。主人公は、ここで科学警備隊の将校 (Security Officer) として任務に当たっていた。
しかし、突如地球外生命であるプフォール (Pfhor) による侵略を受けてしまう。その時、主人公は惑星上のコロニーからMarathonへと向かうシャトルに乗っていたが、そのシャトルがMarathonに搭載されていた人工知能であるデュランダル (Durandal) の指令を受けて爆破されてしまう。この侵略は、デュランダルがタウ・セティの近くを航行していたプフォールの宇宙船を呼び寄せたため起こってしまったのだ。間一髪のところで脱出ポッドに乗り込んで脱出した主人公はMarathonに到着、唯一無事に動作していたMarathonの人工知能リーラ (Leela) から指令を受ける。Marathonにはデュランダル、リーラ、ティコ (Tycho) の3つの人工知能が搭載されていたが、デュランダルは暴走し、ティコはプフォールの攻撃により沈黙してしまった。
そしてそこからプフォールとの壮絶な戦いが始まる…

## Marathon 2: Durandal

### ストーリー
Marathonがプフォールの襲撃を受けた後、主人公はエイリアン船の中枢に侵入して敵を混乱に陥れ、プフォールに隷従させられていたスフト (S'pht) の一斉蜂起を促して、侵略者をMarathonから排除することに成功した。惑星タウ・セティIVのコロニーでは、何者かによってMarathonに乗せられて密かに送り込まれ、市民の中に潜んでいたサイボーグミョルニル4型 (Mjolnir Mark IV) 9体が立ち上がってコロニーを守った。
デュランダルは、乗っ取ったプフォールの宇宙船スフィエラ（Sfiera：デュランダルはブーマー (Boomer) と改称）に自らを転送して17年間銀河系を彷徨い、ついにスフトの故郷である惑星ロウォン (Lh'owon) を発見した。その間、デュランダルに拉致された主人公や、プフォールの捕虜（生体実験の材料あるいは奴隷）としてスフィエラに捕らえられていたボブ（BOB：Born on Board：船上生まれ）達は、ずっと冬眠状態にあった。主人公は冬眠状態から目覚めさせられるや否や、突然ロウォンの地上にテレポートされる。そこには、すでにプフォール達が到着していた。
そして、デュランダルの指示の下、1000年前にプフォールに拉致された種族であるスフトの謎を探し求めてロウォンの探索を始めることになる…

### 前作との違い
Marathon 2は、前作から武器やキャラクターのグラフィックのほか、ユーザーインターフェイスが大きく変更された。
前作では、専ら殺戮されるのみであったボブ達は、デュランダルによって生体改造を施され、主人公が持つのと同じマグナムピストルを与えられて、主人公のサポートに当たるようになった。生身の人間であるため打たれ弱いが、射撃の腕は正確である。

## Marathon Infinity

### ストーリー
惑星ロウォンでの戦いの後、ボブ達はプフォールの輸送船を奪って地球へ帰ってしまい、主人公はまたもデュランダルに連れられて、新たに奪ったプフォールの戦艦クッファイヴァ（Khfiva：デュランダルはRozinante（ロジナンテ）と改称）で宇宙を旅することになった。ロウォンでの戦いに劣勢を強いられたプフォールは、最終兵器タリ・ジーム (Trih xeem) を使用し、ロウォンはその衝撃波に呑まれるとデュランダルに告げられた主人公に、選択の余地は無かった。
プフォールの故郷とされる星系は、地球歴にして29世紀の終わり頃、地球人とプフォールの侵略を免れたスフトの氏族カー (S'pht'Kr) との共同作戦により、抹消された。
ところが、プフォールがタリ・ジームを使用したことによって、予想外の事態が展開する。ロウォンを照らす太陽には古代から「何者か」が潜んでおり、それが再び目覚めそうになっているという。その「何者か」は、宇宙すべてを崩壊に追い込む渾沌の使者だという。
デュランダルと主人公は、ロウォン近くの小惑星群にある謎の宇宙ステーションに足止めされていて、身動きがとれない。状況は判然としないが、今はとにかくここを脱出しなければならない…

### 前作との違い
初代Marathonが暗闇と謎解きに重点がおかれ、難しすぎるとの声があった反面、Marathon2では闇からくる恐怖感が薄れ、撃ちっ放しで単調であるとの批判もあった。このため、Marathon Infinityでは再び暗闇が戻り、マップごとの明暗のコントラストが印象的になった。
ストーリー構成としては、Marathonシリーズの伏線を読み取ることができるほかは
おおむね1本道のストーリーに沿って進んだ前作と異なり、「渾沌」に中心がおかれている。物語の時代や主人公の立場が目まぐるしく変化し、また主人公に指示を与える者も、デュランダルだけではない。敵味方の関係も、常に変化し続ける。
マップの難易度を決める謎解きは、初代Marathonほどの「意地悪さ」はないものの、前作Marathon2よりは複雑になった感がある。特に、普通に進んだのでは到達できない隠しマップへの分岐路が多数隠されており、ここへ踏み込むことによってシリーズ全体の謎がさらに深まるという、単に前進するだけではない面白さと難しさがある。

### AnvilとForge
Marathon Infinityには、純正物理環境エディタであるAnvilと純正マップエディタであるForgeが付属していた。これにより、誰でもMarathonのマップが作れるようになり、サードパーティー製のマップが大量に発表された。
マップエディタには、Mac OS X用にPfhorge、Windows用にシェアウェアのObedなども存在する。

## AlephOne
Bungieがマイクロソフトに買収される数か月前、Marathon2のソースコードが公開され、2003年にFPS用ゲームエンジン「AlephOne」となってリリースされた。これはMarathonシリーズ全てのゲームデータとカスタムマップを読み込むことができ、3作全てがMacだけでなくWindows、Linuxでプレイ可能となった。TCP/IPによる通信にも対応しており、異なるOS間のオンライン対戦も可能である。2011年末にバージョン1.00がアナウンスされ、一つの節目となっている。
また、これとは別にThe Trilogy Releaseとして3部作の英語版の内容全てがBungieから無償でリリースされた。しかし、元々MarathonはMac OS 9以下で動作するように開発されているため、WindowsやLinuxで動作させる場合やMac OS XでClassicを使わずに動作させる為には、AlephOneを利用する必要がある。

## 日本語版
Marathonは3部作全てが日本語版に翻訳、発売された。発売元はアテイン株式会社である。有志によってこれらも配布され、AlephOneでプレイ配布になっているが、権利関係は明確にされていない。

## 他の作品との関連
同じBungieのいくつかの作品に、Marathonとの関連が見られる。
- Pathways into Darkness
- HALOには、Marathonのロゴが登場している。そしてMarathonのストーリーに大きな影響を受けた。

### 国内サイト
- MarathonWiki
- Marathon JP
- Miha's MARATHON Workshop - archive.today（2013年4月27日アーカイブ分）
- まらぺ